# Елісон Корн
Елісон Корн (англ. Alison Korn, 22 листопада 1970) — канадська академічна веслувальниця.
Срібна призерка Олімпійських Ігор 1996 року в складі вісімки, бронзова призерка 2000 року в складі вісімки.
Чемпіонка світу 1997, 1998 років у складі розпашної двійки без стернової, срібна призерка 1997 року в складі вісімки, бронзова призерка 1998, 1999 років у складі вісімки.